# Torrelapaja
Torrelapaja es un municipio y localidad española de la provincia de Zaragoza, en la comunidad autónoma de Aragón. El término municipal tiene una población de 29 habitantes (INE 2024).

## Geografía
Integrado en la comarca de Comunidad de Calatayud, se sitúa a 122 km de Zaragoza. El término municipal está atravesado por la carretera nacional N-234, entre los pK 299 y 304, además de por la carretera autonómica A-1502, que permite la comunicación con Berdejo. 
El relieve del municipio está definido por un terreno llano pero con numerosos cerros y barrancos, propio del Sistema Ibérico, estando vertebrado por el río Manubles, que cruza el territorio de norte a sur. La altitud oscila entre los 1295 m al norte (pico Vigornia), en la sierra de la Vigornia, y los 980 m a orillas del río Manubles. El pueblo se alza a 988 m sobre el nivel del mar. 
| Noroeste: Reznos (Soria) | Norte: Ciria (Soria) | Nordeste: Malanquilla |
| Oeste: Berdejo           |                      | Este: Berdejo         |
| Suroeste: Berdejo        | Sur: Berdejo         | Sureste: Berdejo      |

## Historia
Existen argumentos que avalan la teoría de que Torrelapaja es el lugar de nacimiento de San Millán basándose en la vida escrita por San Braulio y teniendo en cuenta que en la época visigótica Torrelapaja era un barrio de Berdejo.
Hacia mediados del siglo XIX, el lugar contaba con una población de 188 habitantes. La localidad aparece descrita en el decimoquinto volumen del Diccionario geográfico-estadístico-histórico de España y sus posesiones de Ultramar de Pascual Madoz de la siguiente manera:

TORRELAPAJA: l. con ayunt. de la prov. y aud. terr. de Zaragoza (18 leg.), c. g. de Aragon, part. jud. de Ateca (6), dióc. de Tarazona (10). sit. en terreno llano circundado de grandes cerros; le baten con mas frecuencia los vientos del N. y O.: su clima es frío y saludable. Tiene 35 casas, las del ayunt., cárcel y hospital de San Millan; escuela de niños á la que asisten 12, dotada con 700 rs.; igl. parr. (San Millan) servida por un cura de provision del vicario general de Calatayud, á propuesta del capitulo, y en su defecto el ayunt.; una ermita dedicada á Sta. Juliana sit. al S. sobre un pequeño cerro á 1/2 cuarto de hora de la pobl., y un cementerio estramuros. Los vec. se surten de varias fuentes que hay en el térm. de buenas aguas. Confina el térm. por N. con Ciria; E. Malanquilla; S. Verdejo, y O. Reznos: su estension de N. á S. es de 1/2 leg. y 3/4 de E. á O.: le baña el r. Manubles que corre de N. á S., y comprende los montes denominados la Sierra, Ombria y Vallehermosa con encinas y robles altos, varias canteras de cal y una deh. de pasto á 1/4 leg. del pueblo. El terreno es secano de regular calidad. Los caminos son locales y el que conduce de Soria á Calatayud en regular estado. El correo se recibe de este último punto por balijero dos veces á la semana. prod.: trigo morcacho, cebada, centeno y avena; mantiene ganado lanar y hay caza de liebres y perdices. ind.: la agrícola. pobl.: 40 vec., 188 alm. cap. prod.: 840,000 rs. imp.: 33,200. contr.: 7,087.
(Madoz, 1849, p. 87)

El municipio llegó a contar con una estación de ferrocarril perteneciente a la línea Santander-Mediterráneo, que estuvo operativa entre 1929 y 1985. En la actualidad la línea ha sido desmantelada y reconvertida en vía verde.

## Demografía
Torrelapaja cuenta con una población de 29 habitantes (INE 2024).
| Gráfica de evolución demográfica de Torrelapaja entre 1842 y 2021                                                   |
| |
| Población de derecho según los censos de población del INE Población de hecho según los censos de población del INE |

## Administración y política
| Período   | Alcalde              | Partido |  |
| --------- | -------------------- | ------- |  |
| 1979-1983 | Tomás Rubio Oliveros | UCD     |  |
| 1983-1987 |                      |         |  |
| 1987-1991 |                      |         |  |
| 1991-1995 |                      |         |  |
| 1995-1999 |                      |         |  |
| 1999-2003 |                      |         |  |
| 2003-2007 |                      |         |  |
| 2007-2011 |                      |         |  |
| 2011-2015 |                      |         |  |
| 2015-2019 | Tomás Rubio Oliveros | PAR     |  |

| Partido político    | Partido político                                   | 2003   | 2007   | 2011   | 2015   |
| Partido político    | Partido político                                   | Ediles | Ediles | Ediles | Ediles |
|                     | Partido Aragonés (PAR)                             | —      | 1      | 1      | 1      |
|                     | Partido de los Socialistas de Aragón (PSOE-Aragón) | —      | —      | —      | —      |
|                     | Partido Popular de Aragón (PP)                     | 1      | —      | —      | —      |
|                     | Chunta Aragonesista (CHA)                          | —      | —      | —      | —      |
| Total de concejales | Total de concejales                                | 1      | 1      | 1      | 1      |

## Patrimonio
- Casa de San Millán
- Iglesia de Nuestra Señora de Malanca. Se conserva un arcón con reliquias de San Millán.

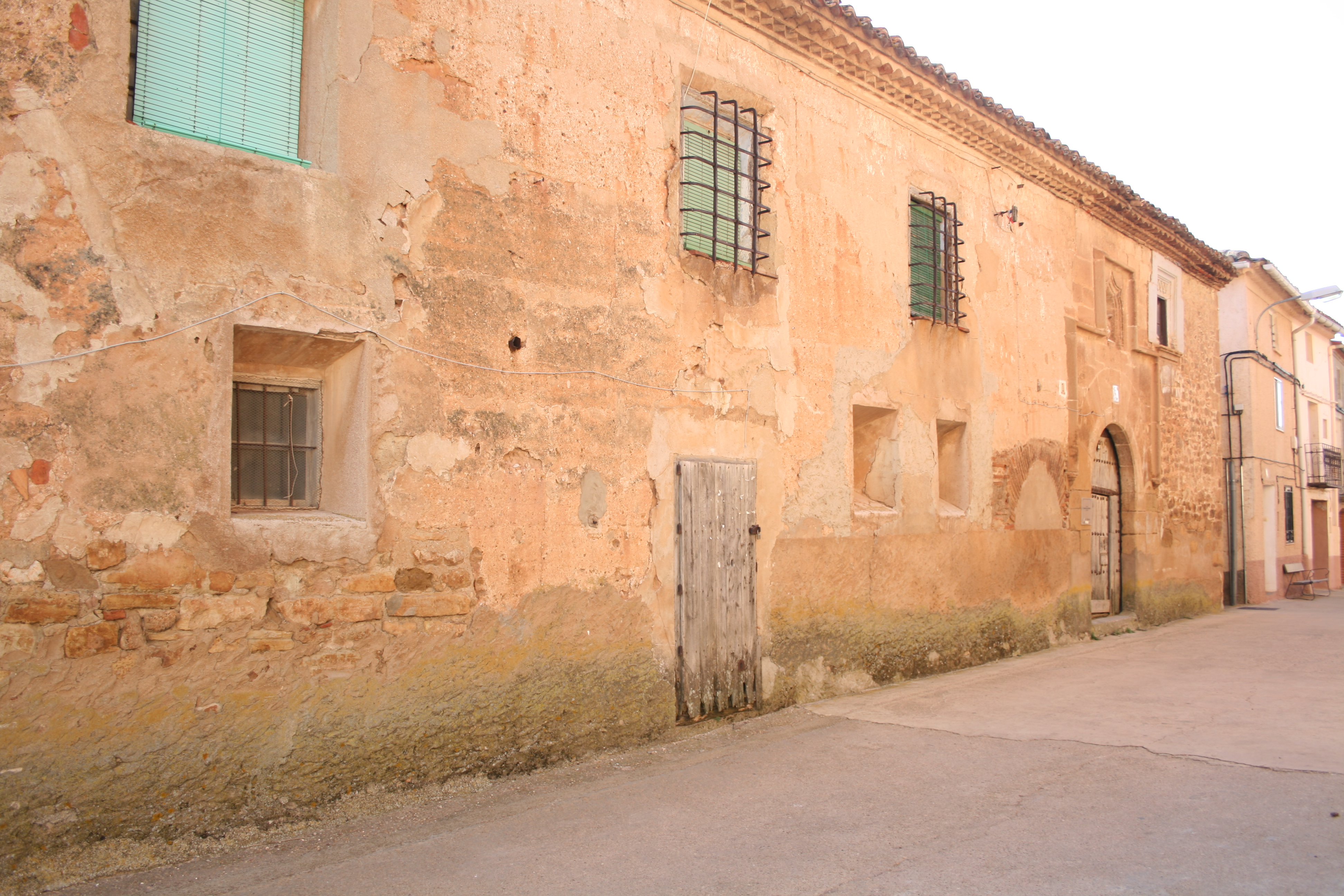
Casa de San Millán
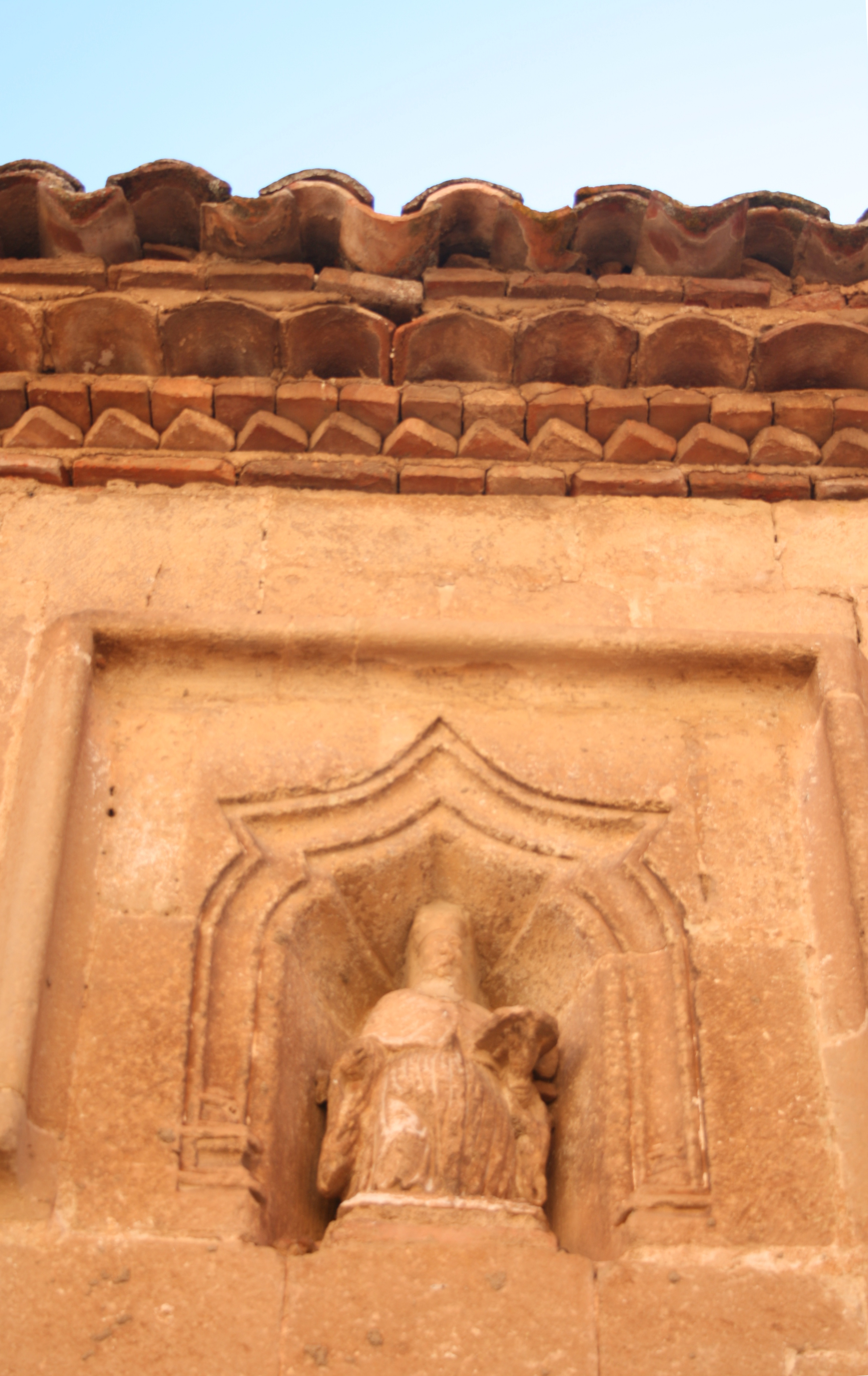
Detalle de la casa de San Millán
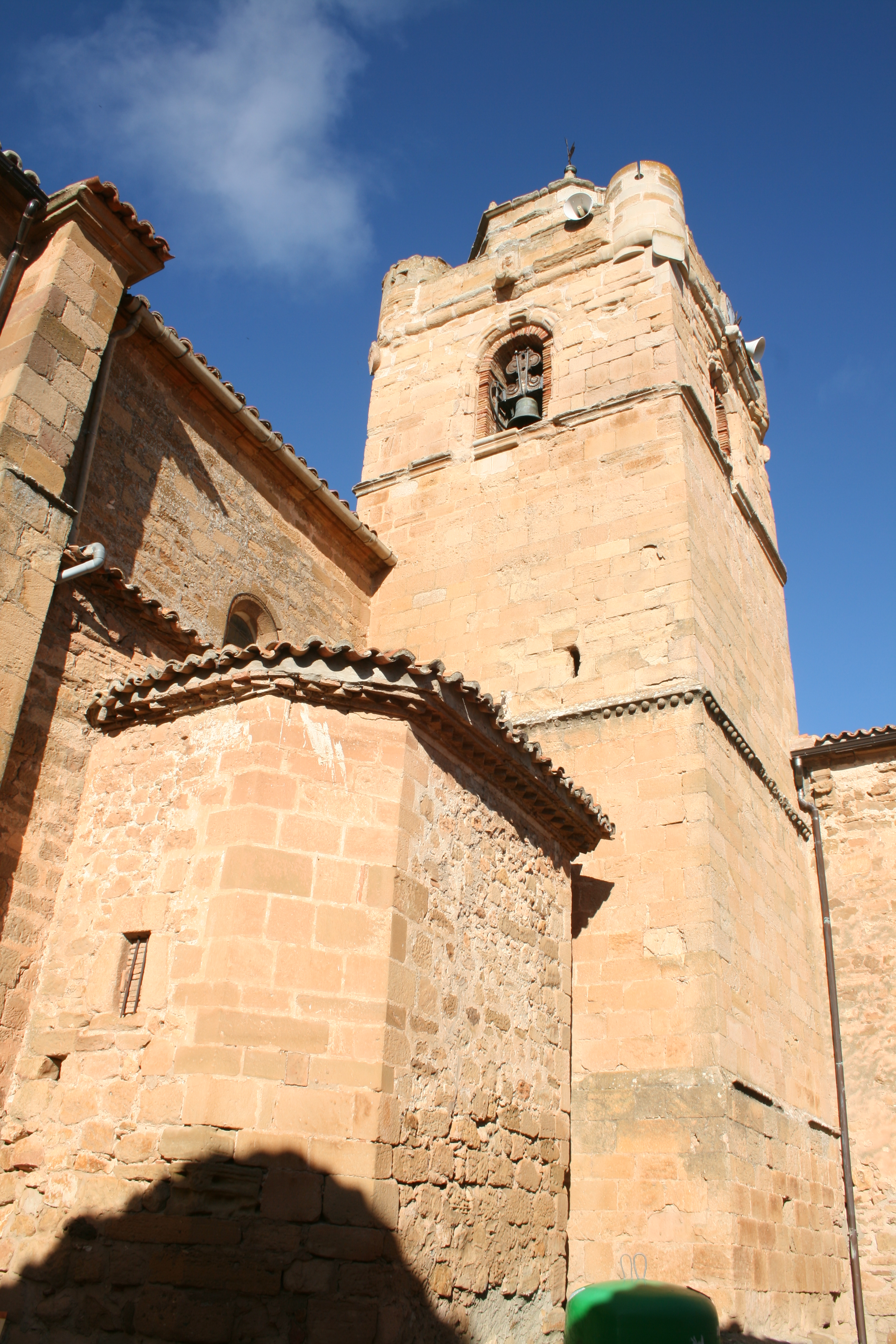
Torre de la iglesia de Nuestra Señora de Malanca
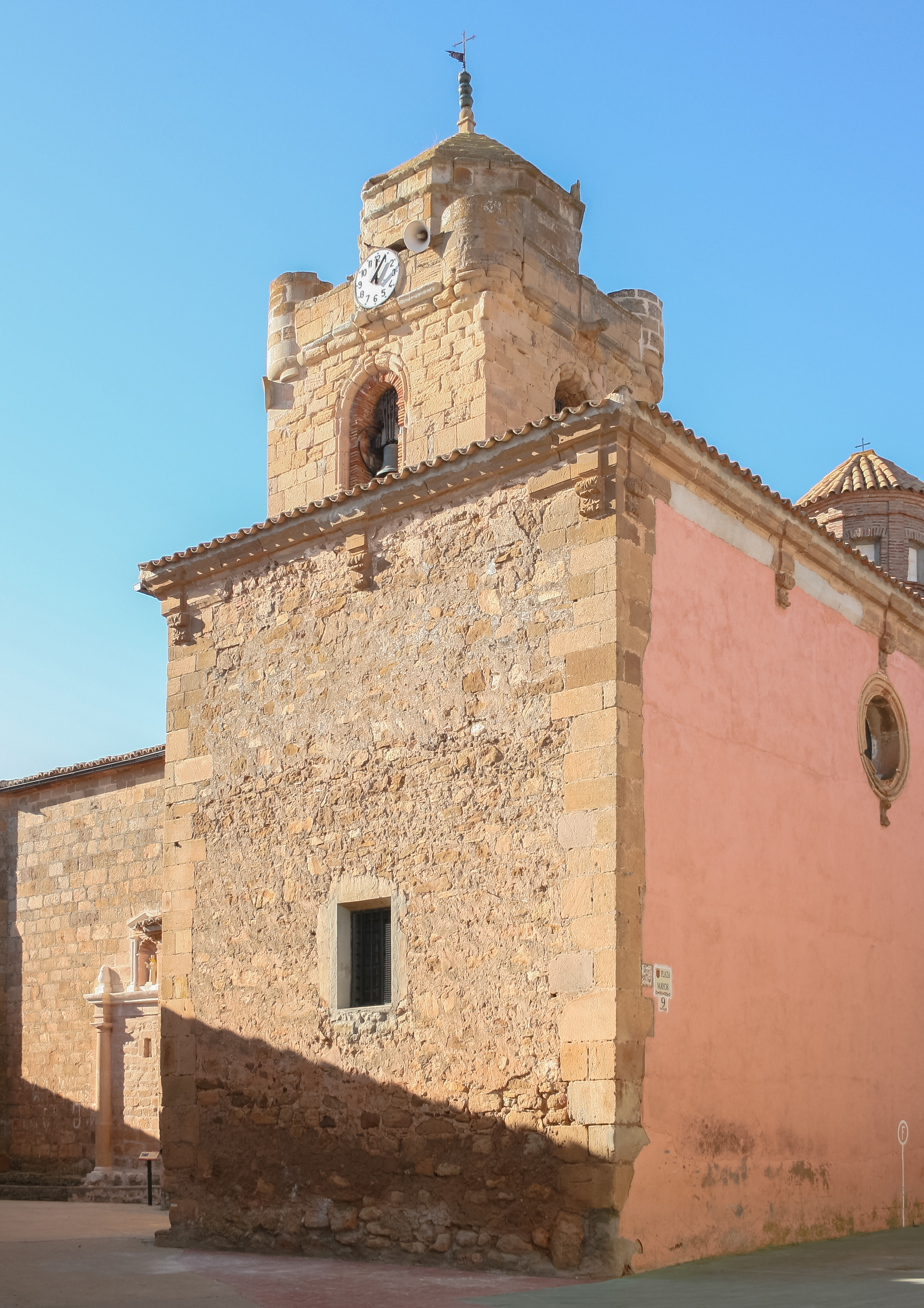
Torre, muro y entrada a la iglesia
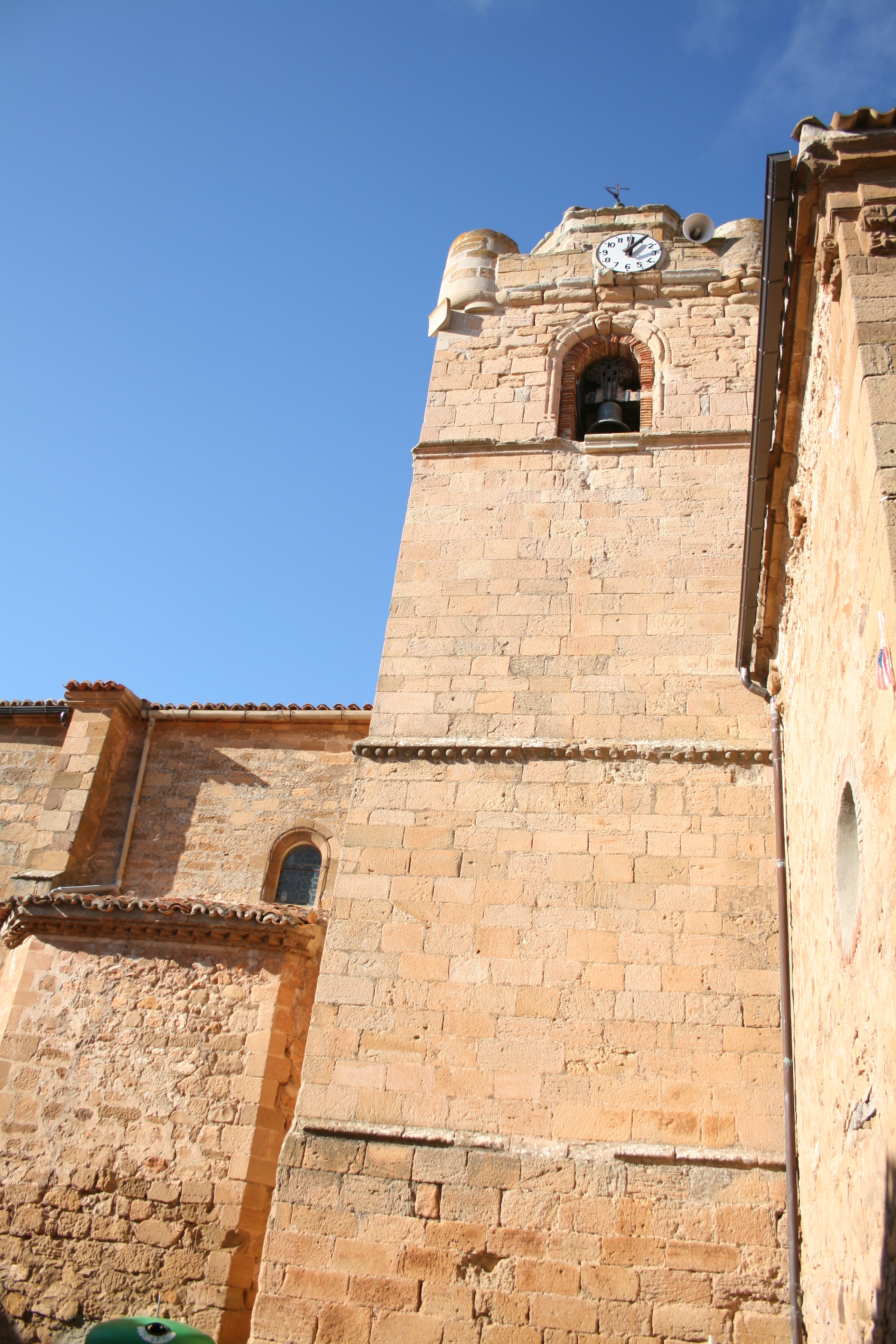
Torre y ábside de la iglesia